# Чукович, Игор
Игор Чукович (черног. Игор Ћуковић / Igor Ćuković; 6 июня 1993) — черногорский футболист, опорный полузащитник клуба «Сутьеска».

## Карьера

### Клубная
Игор начал свою карьеру в клубе «Сутьеска». Дебютировал в основном составе 20 ноября 2010 года в гостевом матче против «Бара». Чукович вышел в стартовом составе и отыграл всю игру. Однако «Сутьеска» уступила со счётом 0:2.
Первый гол на профессиональном уровне Игор забил 20 мая 2011 года в ворота плевлинского «Рудара» на 86-й минуте игры и сравнял счёт. Через 4 минуты «Сутьеска» вышла вперёд и вырвала победу у соперника. Итог — 2:1. В сезоне 2011/12 сыграл 9 матчей, а в сезоне 2012/13 26 матчей и забил три гола.

### Международная
Сыграл три матча за сборную Черногории до 19 лет. Дебютировал 6 октября 2012 года в матче против Белоруссии.

## Достижения
- Чемпион Черногории (2): 2012/13, 2013/14